# Air Finland
Air Finland — збанкрутіла фінська авіакомпанія, головний офіс якої розташовувався у аеропорту Гельсінкі-Вантаа у місті Вантаа. Здійснює регулярні та чартерні перевезення. Компанія була заснована у 2002 році. Перший політ відбувся 3 квітня 2003 року. У перший рік своєї діяльності авіакомпанія перевезла 89 000 пасажирів. У 2004 році було перевезено 311 000 пасажирів. На сьогодні орієнтовний пасажиропотік становить 400 000 пасажирів. Станом на березень 2007 року штат авіакомпанії становив 210 осіб. 

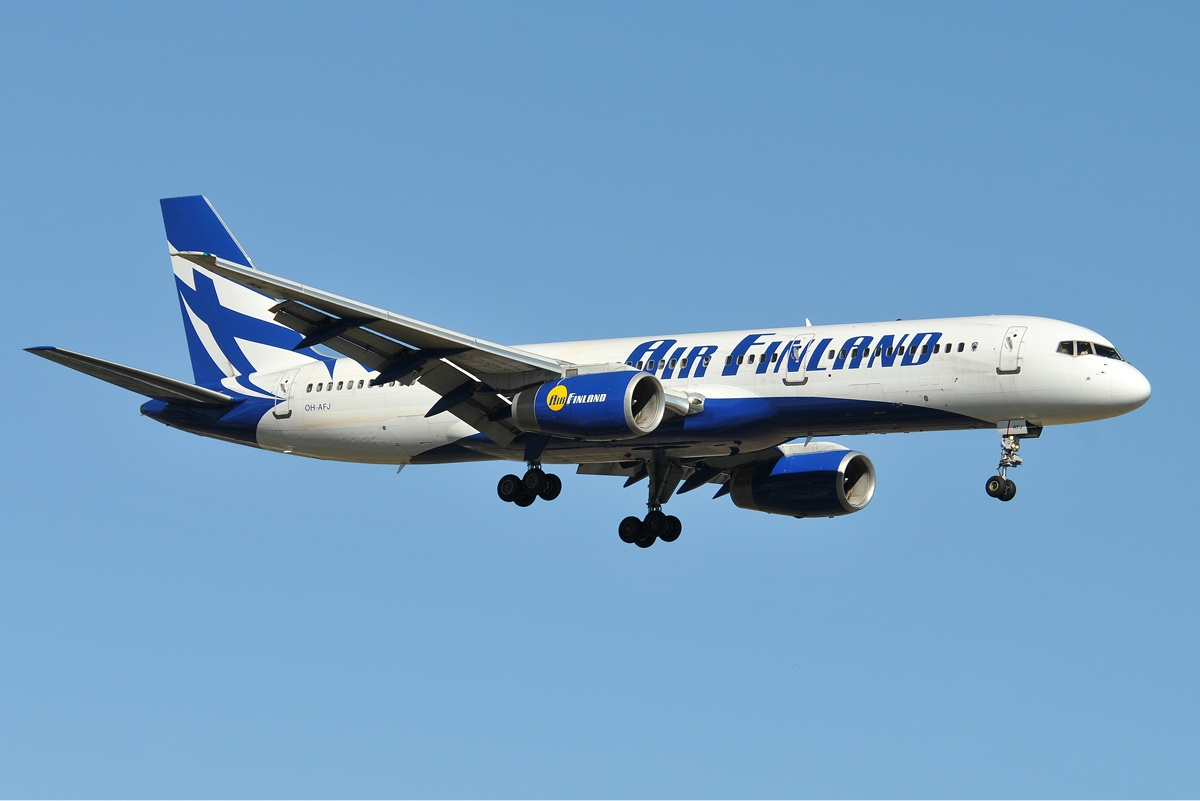
Boeing 757-200

26 червня 2012 року було оголошено, що авіакомпанія припиняє свою діяльність і планує подати заяву про банкрутство. В результаті припинення діяльності компанії постраждало принаймні 2000 пасажирів, через скасування рейсів. 28 червня 2012 року суд міста Вантаа оголосив компанію банкрутом внаслідок неплатоспроможності; борги Air Finland на момент банкрутства склали більше 12 мільйонів євро.

## Флот
Станом на червень 2012 року (до збанкрутування) Air Finland оперувала наступними літаками:
- 3 Boeing 757-200 OH-AFI, OH-AFJ та OH-AFK, у компоновці 219–235 місць. На літаках авіакомпанії був присутній тільки економ-клас.

Середній вік літаків у флоті компанії становить 17,2 роки.